# Glinne (województwo lubelskie)
Glinne – kolonia w Polsce położona w województwie lubelskim, w powiecie łukowskim, w gminie Wojcieszków.
W latach 1975–1998 miejscowość administracyjnie należała do województwa siedleckiego.
Kolonia stanowi sołectwo w gminie Wojcieszków. 
Wierni Kościoła rzymskokatolickiego należą do parafii Najświętszego Serca Pana Jezusa w Wojcieszkowie.